# Polyodaspis kitalensis
Polyodaspis kitalensis är en tvåvingeart som först beskrevs av Seguy 1954.  Polyodaspis kitalensis ingår i släktet Polyodaspis och familjen fritflugor.
Artens utbredningsområde är Kenya. Inga underarter finns listade i Catalogue of Life.